# Alex Rasmussen
Pour les articles homonymes, voir Rasmussen.
Alex Rasmussen, né le 9 juin 1984 à Odense, est un coureur cycliste danois. Il a été quatre fois champion du monde sur piste : au scratch en 2005 et 2010, et à l'américaine et en poursuite par équipes en 2009. Il a entamé une carrière professionnelle sur route en 2009, après avoir été champion du Danemark sur route en 2007.

## Biographie

### Carrière amateur
Spécialisé dans le cyclisme sur piste, Alex Rasmussen remporte ses premiers titres nationaux en 2001, à 17 ans, sur le kilomètre et la poursuite par équipes. Il devient champion du Danemark dans d'autres disciplines (américaine, poursuite individuelle, course aux points) à plusieurs reprises durant les années suivantes. En 2005, il est sacré champion du monde du scratch à Los Angeles.
Parallèlement à cette carrière sur piste, Rasmussen participe à des épreuves sur route avec la sélection danoise. Il remporte ainsi une étape de Stuttgart-Strasbourg en 2005. En 2006, il s'impose sur le Tour de Berlin, une épreuve réservée aux moins de 23 ans, en décrochant deux étapes, et prend part à des courses d'un niveau supérieur, comme le Tour du Danemark ou le Grand Prix Herning dont il prend la deuxième place. Il devient également champion du Danemark du contre-la-montre dans la catégorie Espoirs.
En 2007, Alex Rasmussen intègre l'équipe Odense Energi, en compagnie d'autres pistards. Deuxième du GP Aarhus, il remporte comme en 2006 quatre titres nationaux sur piste, et devient champion du Danemark sur route.

### Carrière professionnelle
En 2009, il devient professionnel, au sein de l'équipe ProTour Saxo Bank avec son habituel coéquipier sur la piste, Michael Mørkøv. Après une saison sans victoire sur la route malgré une seconde place au championnat du Danemark du contre-la-montre, il commence très bien sa saison 2010 avec une victoire contre-la-montre lors de la 4e étape du Tour d'Andalousie. Il s'impose également sur le Grand Prix Herning au Danemark et sur les 1re et 3e étapes des Quatre Jours de Dunkerque au sprint.
Il signe pour la saison 2011 dans l'équipe HTC-Highroad.
Peu avant les championnats du monde de cyclisme sur route, pour lesquels il était présélectionné, l'équipe HTC-Highroad résilie son contrat pour avoir manqué un contrôle antidopage sans en avoir informé sa direction. À ce manquement s'ajoutent deux autres oublis en 2010. Il risque entre trois mois et deux ans de suspension pour avoir manqué trois contrôles antidopage en 18 mois. Le Comité olympique danois ne le sanctionne toutefois pas, estimant que l'Union cycliste internationale (UCI) a commis une erreur de procédure. Ainsi autorisé à courir, il intègre l'équipe Garmin-Barracuda, avec laquelle il a signé un contrat en août 2011. Il se classe deuxième du Grand Prix de Denain et participe au Tour d'Italie, remporté par le leader de l'équipe Ryder Hesjedal. L'équipe Garmin-Barracuda remporte également le contre-la-montre par équipes, tandis que Rasmussen se classe troisième et quatrième des contre-la-montre individuels.
L'UCI fait cependant appel de la décision du Comité olympique danois auprès du Tribunal arbitral du sport, qui prononce une suspension de 18 mois à l'encontre d'Alex Rasmussen.

## Palmarès sur piste

### Jeux olympiques
- Pékin 2008
  -  Médaillé d'argent de la poursuite par équipes (avec Michael Mørkøv, Casper Jørgensen et Jens-Erik Madsen)
  - 6e de l'américaine

### Championnats du monde
- Ballerup 2002
  - 6e du scratch
- Stuttgart 2003
  - 6e du scratch
  - 10e de la poursuite par équipes
- Melbourne 2004
  - 7e du scratch
  - 13e de la poursuite par équipes
- Los Angeles 2005
  -  Champion du monde du scratch
  - 8e de l'américaine
  - 9e de la poursuite par équipes
- Bordeaux 2006
  - 10e de la poursuite par équipes
  - 13e du scratch
  - Abandon sur l'américaine
- Palma de Majorque 2007
  -  Médaillé de bronze de la poursuite par équipes
  - 8e de l'américaine
- Manchester 2008
  -  Médaillé d'argent de la poursuite par équipes
  -  Médaillé de bronze de l'américaine
- Pruszkow 2009
  -  Champion du monde de l'américaine (avec Michael Mørkøv)
  -  Champion du monde de poursuite par équipes (avec Michael Færk Christensen, Casper Jørgensen et Jens-Erik Madsen)
- Ballerup 2010
  -  Champion du monde du scratch
  - 4e de l'américaine
- Cali 2014
  -  Médaillé d'argent de la poursuite par équipes
- Londres 2016
  - 12e de l'américaine

### Championnats du monde juniors
- 2002
  -  Médaillé de bronze du scratch juniors

### Coupe du monde
- 2004-2005
  - Classement général du scratch
  - 1er du scratch à Los Angeles
  - 2e du scratch à Sydney
  - 2e de l'américaine à Sydney
- 2005-2006
  - 1er de l'américaine à Sydney (avec Michael Mørkøv)
  - 1er de la poursuite par équipes à Sydney (avec Jens-Erik Madsen, Michael Mørkøv et Casper Jørgensen)
- 2006-2007
  - 1er de l'américaine à Los Angeles (avec Michael Mørkøv)
  - 2e de l'américaine à Sydney
  - 2e de la poursuite par équipes à Sydney
  - 2e de la poursuite par équipes à Los Angeles
  - 3e de l'américaine à Moscou
- 2007-2008
  - 2e de la poursuite par équipes à Los Angeles
  - 2e de l'américaine à Los Angeles
  - 3e de l'américaine à Sydney
- 2013-2014
  - 2e de la poursuite par équipes à Aguascalientes
  - 3e de la poursuite par équipes à Manchester

### Six jours
- Grenoble : 2007 et 2008 (avec Michael Mørkøv)
- Copenhague : 2009, 2010, 2011, 2015 (avec Michael Mørkøv) et 2016 (avec Jesper Mørkøv)
- Gand : 2009 (avec Michael Mørkøv)
- Berlin : 2010 (avec Michael Mørkøv)
- Fiorenzuola d'Arda : 2010 (avec Michael Mørkøv)
- Brême : 2015 (avec Marcel Kalz)

### Championnats d'Europe
- Moscou 2003
  -  Médaillé de bronze du scratch espoirs
- Valence 2004
  -  Champion d'Europe du scratch espoirs
  -  Médaillé d'argent de l'américaine espoirs
- Fiorenzuola d'Arda 2005
  -  Champion d'Europe du scratch espoirs
  -  Champion d'Europe de l'américaine espoirs (avec Michael Mørkøv)

### Championnats du Danemark
- Champion de la poursuite par équipes juniors en 2001 (avec Mikkel Kristensen, Jakob Dyrgaard et Mads Christensen) et 2002 (avec Casper Jørgensen, Jakob Dyrgaard et Kasper Linde Jørgensen)
- Champion de la vitesse individuelle juniors en 2001 et 2002
- Champion du kilomètre juniors en 2001 et 2002
- Champion de la course aux points juniors en 2002
- Champion du kilomètre en 2001, 2002, 2003, 2004, 2005 et 2006
- Champion de la poursuite par équipes en 2001 (avec Mads Christensen, Morten Voss Christiansen et Dennis Veje Rasmussen), 2003, 2004 et 2005 (avec Casper Jørgensen, Michael Berling et Jakob Dyrgaard) et 2006 et 2007 (avec Casper Jørgensen, Daniel Kreutzfeldt et Martin Lollesgaard)
- Champion de la poursuite individuelle espoirs en 2003, 2004 et 2005
- Champion de la poursuite individuelle en 2004, 2005, 2006, 2007 et 2008
- Champion de l'américaine en 2004 et 2005 (avec Michael Berling), 2006, 2007, 2008, 2009 et 2010 (avec Michael Mørkøv)
- Champion de la course aux points en 2005 et 2007

## Palmarès sur route

### Par année
| - 2005 - 3e étape de Stuttgart-Strasbourg (contre-la-montre) - 2006 - Champion du Danemark du contre-la-montre espoirs - Fyen Rundt - Tour de Berlin : - Classement général - 2e et 3ea (contre-la-montre) étapes - 2007 - Champion du Danemark sur route - 2e de la Colliers Classic - 2008 - 3e étape de la Ronde de l'Oise - Prologue, 1re, 3e, et 9e étapes du Tour du lac Qinghai - 2e du championnat du Danemark du contre-la-montre par équipes - 2009 - 2e du championnat du Danemark du contre-la-montre - 2010 - 4e étape du Tour d'Andalousie (contre-la-montre) - Grand Prix Herning - 1re et 3e étapes des Quatre Jours de Dunkerque - 2e du championnat du Danemark du contre-la-montre | - 2011 - 1re étape du Tour d'Italie (contre-la-montre par équipes) - TD Bank International Cycling Championship - 2012 - 4e étape du Tour d'Italie (contre-la-montre par équipes) - 2e du Grand Prix de Denain - 2013 - 1re étape du Tour de Bavière - 2014 - 3e et 4e étapes du Dookoła Mazowsza - 2e de Skive-Løbet - 2016 - 2e du championnat du Danemark du contre-la-montre par équipes |

### Résultats sur les grands tours

#### Tour d'Italie
2 participations
- 2011 : 154e, vainqueur de la 1re étape (contre-la-montre par équipes)
- 2012 : 150e, vainqueur de la 4e étape (contre-la-montre par équipes)

#### Tour d'Espagne
1 participation
- 2013 : 134e

### Classements mondiaux
| Année                  | 2005 | 2006 | 2007 | 2008 | 2009 | 2010 | 2011 | 2012 | 2013 | 2014 | 2015   |
| ---------------------- | ---- | ---- | ---- | ---- | ---- | ---- | ---- | ---- | ---- | ---- | ------ |
| Calendrier mondial UCI |      |      |      |      |      | 229e |      |      |      |      |        |
| UCI World Tour         |      |      |      |      |      |      | 140e |      | 227e |      |        |
| UCI Asia Tour          |      |      | 133e | 15e  |      |      |      |      |      |      |        |
| UCI Europe Tour        | 777e | 127e | 117e | 467e |      |      |      |      |      | 244e | 1 173e |
| UCI America Tour       |      |      |      |      |      |      |      |      |      | 285e |        |

## Récompenses
- Cycliste danois de l'année en 2008 et 2009 (avec l'équipe danoise de poursuite par équipes)